# جو نوتال
جو نوتال (بالإنجليزية: Joe Nuttall) (27 يناير 1997 بإنجلترا في المملكة المتحدة - ) هو لاعب كرة قدم بريطاني في مركز الهجوم. لعب مع نادي سترنرير ‏.

## وصلات خارجية
- جو نوتال على موقع قاعدة بيانات كرة القدم.إي يو (الإنجليزية)
- جو نوتال على موقع Soccerbase.com (لاعب) (الإنجليزية)
- جو نوتال على موقع Soccerway.com (الإنجليزية)
- جو نوتال على موقع عالم كرة القدم.نت (الإنجليزية)